# Julia Tymosjenkos block

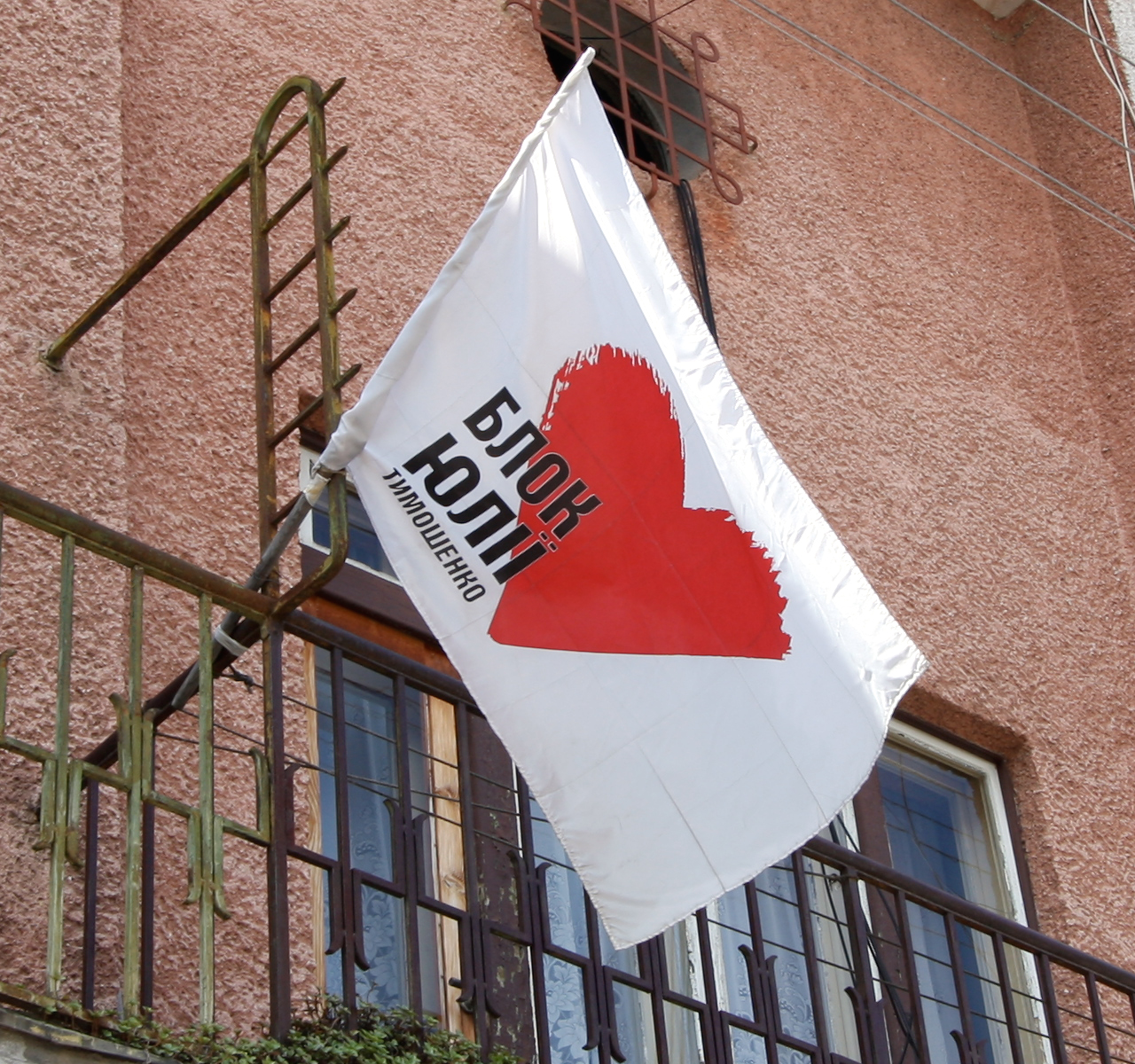
Flagga med alliansens logotyp.

Julia Tymosjenkos block var en politisk allians i Ukraina, ledd av Julia Tymosjenko. Koalitionen bildades inför de ukrainska parlamentsvalen 2002 och ansåg sig ideologiskt tillhöra socialliberalismen. Dess partifärg var mörkröd, och dess logo var ett hjärta. Inför parlamentsvalet i Ukraina 2012 förbjöds partiblock att ställa upp och alliansen upplöstes.
Alliansen stödde Viktor Jusjtjenko inför presidentvalet 2004 och spelade en aktiv roll i den efterföljande orangea revolutionen. I presidentvalet i Ukraina 2010 stödde alliansen Julia Tymosjenko.
I parlamentsvalet 2002 bestod blocket av följande partier:
- Allukrainska Fäderneslandsförbundet
- Republikanska plattformen
- Ukrainas socialdemokratiska parti
- Ukrainas republikanska parti
- 2 st partilösa

I parlamentsvalet 2007 bestod blocket av följande tre partier:
- Allukrainska Fäderneslandsförbundet
- Ukrainas socialdemokratiska parti
- Partiet Reform och ordning